# Sabbio Chiese
Sabbio Chiese – miejscowość i gmina we Włoszech, w regionie Lombardia, w prowincji Brescia.
Według danych na rok 2004 gminę zamieszkiwały 3172 osoby, 176,2 os./km².